# بندپی
بندپی، به انگلیسی(band-e-pay) روستایی است از توابع بخش مرکزی شهرستان نوشهر در استان مازندران ایران.
این روستا محل تولد افرادی چون انوشیروان محسنی بندپی است.

## جمعیت
این روستا در دهستان خیرودکنار قرار دارد و براساس سرشماری مرکز آمار ایران در سال ۱۳۸۵، جمعیت آن ۱۴۴۷ نفر (۳۷۶خانوار) بوده‌است. مردم بندپی از قومیت طبری هستند. مردم بندپی به زبان طبری و گویش کجوری سخن می‌گویند.

## مناطق توریستی و مذهبی
روستای بندپی دارای جنگلی بسیار زیبا و سر سبز بوده که به نوشهر تپه معروف است.
همچنین دارای امام زاده‌ای به نام امام زاده عبدالله است.